# Bactrocera longicaudata
Bactrocera longicaudata
 es una especie de díptero que Perkins describió por primera vez en 1938. Bactrocera longicaudata pertenece al género Bactrocera de la familia Tephritidae.  